# Nicky Bentham
Nicky Bentham ist eine australische Filmproduzentin.

## Leben
Nicky Bentham studierte Filmproduktion in Australien. Sie begann zunächst in Australien an Independentfilmen zu arbeiten. Anschließend zog sie nach London und gründete dort 2008 die Filmproduktionsgesellschaft Neon Films.
Zu ihren bekanntesten Produktionen zählt die Musikdokumentation Who Killed the KLF? (2021), The Silent Storm (2014) und Moon (2009). Bereits seit 2013 setzte sie sich dafür ein, einen Film über den Kunstdieb Kempton Bunton des Goya-Gemäldes „Porträt des Herzogs von Wellington“ zu drehen. Für The Duke (2020) konnte sie Regisseur Roger Michell gewinnen, der nach Beendigung der Dreharbeiten verstarb. 2024 wurde sie als Produzentin des Kurzfilms The After für einen Oscar in der Kategorie Bester Kurzfilm nominiert.

## Filmografie (Auswahl)
- 2007: Taking Liberties
- 2009: Moon
- 2009: Monsters and Rabbits (Kurzfilm)
- 2013: Keeping Up with the Joneses (Kurzfilm)
- 2014: Crocodile (Kurzfilm)
- 2014: The Portrait (Kurzfilm)
- 2014: The Silent Storm
- 2020: The Duke
- 2021: Who Killed the KLF? (Dokumentarfilm)
- 2023: The After
- 2023: Locked In